# サンタ・クローチェ・ディ・マリアーノ
サンタ・クローチェ・ディ・マリアーノ（イタリア語: Santa Croce di Magliano）は、イタリア共和国モリーゼ州カンポバッソ県にある、人口約4,400人の基礎自治体（コムーネ）。

## 地理

### 位置・広がり

#### 隣接コムーネ
隣接するコムーネは以下の通り。括弧内のFGはフォッジャ県（プッリャ州）所属を示す。
- ボネフロ
- カステルヌオーヴォ・デッラ・ダウニア (FG)
- モンテロンゴ
- ロテッロ
- サン・ジュリアーノ・ディ・プーリア
- トッレマッジョーレ (FG)